# سیارک ۲۱۱۲
سیارک ۲۱۱۲ (به انگلیسی: 2112 Ulyanov، نامگذاری:1972NP) دو هزار و صد و دوازدهمین سیارک کشف شده‌است که در ۱۳ ژوئیه ۱۹۷۲ کشف شد.
قدر مطلق سیارک برابر ۱۲٫۸۰ است.